# Efecto Munroe
El efecto Munroe es la concentración de la energía de la detonación de un explosivo, cuya superficie tiene una concavidad. Debe su nombre al químico estadounidense Charles Edward Munroe, que lo descubrió en la segunda mitad del siglo XIX.

## Historia
La primera mención de cargas huecas tuvo lugar en 1792. Franz Xaver von Baader (1765–1841) era un ingeniero de minas alemán en aquel entonces; en una revista de minería, propuso un espacio cónico en el extremo delantero de una carga explosiva para incrementar el efecto del explosivo y así ahorrar pólvora. El concepto fue adoptado por un tiempo en Noruega y en las minas de los montes Harz en Alemania, aunque el único explosivo disponible en aquella época era la pólvora, que no es un explosivo de alto poder y no puede producir la onda expansiva que requiere el efecto de la carga hueca.
El primer efecto de carga hueca verdadera fue obtenido en 1883 por Max von Foerster (1845–1905), jefe de la fábrica de nitrocelulosa de Wolff & Co. en Walsrode, Alemania.
Hacia 1886, Gustav Bloem de Düsseldorf obtuvo la Patente USPTO n.º 342423 para detonadores metálicos con cavidad hemisférica para concentrar el efecto de la explosión en una dirección axial. En 1888, Charles Edward Munroe descubrió el efecto que lleva su nombre. En aquel año trabajaba como químico en la Estación Naval de Torpedos de Newport, Rhode Island. Allí observó que cuando un bloque de algodón pólvora con el nombre del fabricante estampado en su superficie era detonado cerca de una plancha de metal, las letras quedaban estampadas en la plancha. Si las letras del bloque de algodón pólvora eran en relieve, las letras marcadas en la placha de metal también quedaban en relieve. En 1894, Munroe construyó la primera carga hueca:
Entre los experimentos llevados a cabo... uno fue sobre una caja fuerte cúbica de veintinueve pulgadas, con paredes de cuatro pulgadas y tres cuartos de espesor, hechos de planchas de hierro y acero... [C]uando una carga hueca de nueve libras y media de dinamita fue detonada sobre esta, abrió un agujero de tres pulgadas de diámetro a través de la pared... La carga hueca se hizo atando los cartuchos de dinamita alrededor de una lata, cuya boca abierta fue puesta hacia abajo.
Aunque el descubriemiento de la carga hueca hecho por Munroe fue ampliamente publicitado en la revista Popular Science Monthly en 1900, la importancia de la lata como "forro" de la carga hueca quedó sin reconocimiento por otros 44 años. Parte de aquel artículo de 1900 fue reimpreso en el número de febrero de 1945 de Popular Science, describiendo como funcionaban los proyectiles de carga hueca. Este artículo reveló al público como funcionaba en realidad la bazuca contra los vehículos blindados durante la Segunda Guerra Mundial.
En 1910, el alemán Egon Neumann descubrió que un bloque de TNT, que normalmente solo deformaría una plancha de acero, perforaba un agujero en esta si tenía una concavidad cónica. La utilidad militar de las investigaciones de Munroe y Neumann fue pasada por alto durante mucho tiempo. En el periodo de entreguerras, científicos de varios países - Miron Yakovlevich Sukharevskii (Мирон Яковлевич Сухаревский) en la Unión Soviética, William H. Payment y Donald Whitley Woodhead en Gran Bretaña, y Robert Williams Wood en Estados Unidos - observaron que se podían formar proyectiles durante las explosiones. Sin embargo, no fue hasta 1932 que Franz Rudolf Thomanek, estudiante de física en la Technische Hochschule (Escuela Superior de Tecnología) de Viena, concibió un proyectil antitanque basado en el efecto de la carga hueca. Cuando el gobierno austriaco no mostró interés en el desarrollo del concepto, Thomanek se transfirió a la Technische Hochschule de Berlín para proseguir sus estudios bajo la dirección del experto en balística Carl Julius Cranz. Allí, él y Hellmuth von Huttern desarrollaron un prototipo de proyectil antitanque en 1935. Aunque el desempeño del arma fue decepcionante, Thomanke continuó con su trabajo, colaborando con Hubert Schardin en el Waffeninstitut der Luftwaffe (Instituto de armas de la Fuerza Aérea) de Braunschweig.
En 1937, Schardin creía que los efectos de la carga hueca se debían a las interacciones de las ondas de choque. Fue durante la prueba de su idea, el 4 de febrero de 1938, que Thomanek concibió la carga hueca lineal (o Hohlladungs-Auskleidungseffekt, efecto de carga hueca lineal). Pero fue Gustav Adolf Thomer quien visualizó por primera vez el chorro de metal fundido creado por la detonación de una carga hueca en 1938, mediante fotografía de alta velocidad. Mientras tanto, el ingeniero químico suizo Henry Hans Mohaupt desarrolló un proyectil de carga hueca en 1935, que fue demostrado ante comisiones militares suizas, francesas, británicas y estadounidenses.
Durante la Segunda Guerra Mundial, los proyectiles de carga hueca fueron desarrollados por Alemania (Panzerschreck, Panzerfaust, Panzerwurfmine, Mistel), Gran Bretaña (PIAT, carga excavadora Beehive), la Unión Soviética (RPG-43, RPG-6), Estados Unidos (bazuca), e Italia (obuses Effetto Pronto Speciale para diversas piezas de artillería). El desarrollo de las cargas huecas revolucionó el combate antitanque. Los tanques enfrentaban una seria vulnerabilidad de un arma que podía ser transportada por un soldado, o a bordo de un avión.
Uno de los primeros empleos de las cargas huecas fue por parte de los paracaidistas alemanes contra el Fuerte Eben-Emael en 1940. Estas cargas de demolición - desarrolladas por el Dr. Wuelfken de la Oficina de Armamento - no tenían "forro" y no producían un chorro de metal fundido como las modernas ojivas HEAT.
Debido a la falta del forro metálico solo deformaron las torretas, pero no las destruyeron, por lo que otros paracaidistas se vieron obligados a subir sobre las torretas y destruir las cañas de los cañones.
Los efectos de la explosión de un proyectil de carga hueca contra un tanque son, que la llamarada que surge del proyectil (con una temperatura del orden de 3000-3500 grados) funde el blindaje del tanque y hace penetrar en su interior un chorro de metal fundido, aire y gas candentes capaz de carbonizar a la tripulación, hacer estallar las municiones e incendiar el combustible. Exteriormente el resultado aparece como un agujero de pocos centímetros de diámetro, con bordes fundidos. Desde el interior el agujero tiene forma de embudo, con el diámetro mayor hacia el lado interno.
Durante la Guerra del Golfo, los tanques estadounidenses M1 Abrams utilizaron el proyectil de carga hueca S Talbot y destruyeron muchos T-62 y T-55 iraquíes al penetrar el blindaje de estos, incinerar a la tripulación y posteriormente hacer detonar todos los proyectiles en su interior.